# Меллиген, Марк
Марк Джейсон Меллиген (англ. Mark Jason Melligen; род. 6 апреля 1986, Баколод) — филиппинский боксёр, представитель полусредних весовых категорий. Выступал за сборную Филиппин по боксу в первой половине 2000-х годов, бронзовый призёр чемпионата Азии, дважды серебряный призёр Игр Юго-Восточной Азии, победитель и призёр турниров международного значения. В период 2006—2012 годов боксировал также на профессиональном уровне.

## Биография
Марк Меллиген родился 6 апреля 1986 года в городе Баколод провинции Западный Негрос, Филиппины.

### Любительская карьера
Дебютировал на взрослом международном уровне в сезоне 2003 года, когда вошёл в основной состав филиппинской национальной сборной и побывал на Играх Юго-Восточной Азии в Ханое, откуда привёз награду серебряного достоинства, выигранную в зачёте первой полусредней весовой категории — в решающем финальном поединке уступил тайцу Манусу Бунчамнонгу.
В 2004 году одержал победу на чемпионате Филиппин в Панаго и выступил на чемпионате мира среди юниоров в Чеджу, где в 1/8 финала был остановлен украинцем Иваном Сенаем.
На домашних Играх Юго-Восточной Азии в Баколоде стал серебряным призёром в полусреднем весе, проиграв в финале тайскому боксёру Нону Бунчамнонгу. Кроме того, добавил в послужной список бронзу, полученную на чемпионате Азии в Хошимине.

### Профессиональная карьера
Покинув расположение филиппинской сборной, в апреле 2006 года Меллиген успешно дебютировал на профессиональном уровне. Одержав шесть побед на родине, отправился боксировать в Южную Корею за титул временного чемпиона Азии по версии Всемирной боксёрской организации (WBO), но проиграл нокаутом в седьмом раунде местному боксёру Ким Ён Сону.
Несмотря на проигрыш, Марк Меллиген продолжил активно выходить на ринг, завоевал титул чемпиона Филиппин среди профессионалов, выиграл несколько рейтинговых поединков, в том числе в США и Мексике. В ноябре 2009 года встретился с достаточно сильным мексиканцем Мичелем Росалесом и уступил ему раздельным решением судей в десяти раундах.
В июле 2011 году проиграл нокаутом аргентинцу Себастьяну Лухану.
Завершил карьеру профессионального боксёра в 2012 году. В общей сложности провёл на профи-ринге 26 боёв, из них 23 выиграл (в том числе 16 нокаутом) и 3 проиграл.
Впоследствии испытывал серьёзные финансовые проблемы, оказался бездомным. Имел проблемы с наркотиками, в частности арестовывался за употребление метамфетамина.